# 한영 (양성애후)
한영(韓嬰, ? ~ 기원전 158년)은 전한 전기의 제후로, 한왕 신의 손자이다.

## 생애
본래 흉노의 상국으로, 숙부 한퇴당과 함께 무리를 이끌고 전한에 투항하여 양성후(襄城侯)에 봉해졌다.
양성애후 7년(기원전 158년)에 죽어 시호를 애(哀)라 하였고, 아들 한택지가 작위를 이었다.

## 출전
- 사마천, 《사기》
  - 권19 혜경간후자연표
- 반고, 《한서》
  - 권16 고혜고후문공신표

| 선대 (첫 봉건) | 전한의 양성후 기원전 164년 6월 병자일 ~ 기원전 158년 | 후대 (아들) 한택지 |